# Імамура Ґенкі
Імамура Ґенкі (17 березня 1982) — японський плавець.
Учасник Олімпійських Ігор 2004 року.
Призер Чемпіонату світу з водних видів спорту 2005 року.
Призер Азійських ігор 2005 року.
Призер літньої Універсіади 2005 року.